# سدیم فومارات
سدیم فومارات (به انگلیسی: Sodium fumarate) با فرمول شیمیایی C۴H۲Na۲O۴ یک ترکیب شیمیایی با شناسه پاب‌کم ۶۳۶۴۶۰۷ است که جرم مولی آن ۱۶۰٫۰۴ g/mol می‌باشد. شکل ظاهری این ترکیب، پودر سفید است.